# Exército de Libertação Nacional Mon
Exército de Libertação Nacional Mon (birmanês:  မွန်အမျိုးသား လွတ်မြောက်ရေး တပ်မတော်) é um grupo insurgente de Mianmar (Birmânia).  É o braço armado do Partido Novo do Estado Mon e tem lutado forças do governo desde 1949, embora sob nomes diferentes. O Partido Novo do Estado Mon assinou o Acordo de Cessar-Fogo Nacional em 15 de outubro de 2015, com vários outros grupos insurgentes e o governo de Mianmar.
Em setembro de 2016, os combatentes do Exército de Libertação Nacional Mon começaram a confrontarem-se com membros do Exército de Libertação Nacional Karen, o braço armado da União Nacional Karen, na região de Tanintharyi. Tanto o Partido Novo do Estado Mon quanto a União Nacional Karen eram signatários do acordo de cessar-fogo na época dos combates. Uma trégua bilateral temporária foi alcançada entre os dois grupos em 14 de março de 2018. 